# Jiang Lin
Dans ce nom chinois, le nom de famille, Jiang, précède le nom personnel.
Jiang Lin (en chinois : 姜 林) est un archer chinois né le 23 octobre 1981 à Qingdao.

## Carrière
Jiang Lin remporte la médaille de bronze par équipe aux Jeux olympiques de 2008 se déroulant à Pékin.